# 名古屋高速1号楠線
名古屋高速1号楠線（なごやこうそく1ごうくすのきせん）は、愛知県名古屋市東区の東片端ジャンクション(JCT)から愛知県名古屋市北区の楠JCTへ至る、名古屋高速道路の路線である。道路法上は、名古屋市道高速2号（北区大我麻町 - 緑区大高町）の一部である。このことから本項では1号楠線と都心環状線の東片端JCT – 鶴舞南JCT間、および3号大高線をまとめて解説する場合、便宜的に「高速2号」と表記する。

## 概要
6放射道路から成る名古屋高速道路の内、国道41号小牧方面と名古屋都心を連絡するのが1号楠線である。特に交通量が多いとされる国道41号と国道23号岡崎方面を南北に直結する高速2号の北方部分である。
計画段階において国道41号の慢性的な渋滞から3号大高線と並んで建設優先順位の上方に位置づけられた経緯を持つ。路線は名古屋高速各路線の中では最短の5.6kmで、段違い式高架2層式の東片端JCTを起点に、黒川付近までが同構造で、以北は高架一層で終点の楠JCTに連結する。全区間に渡って国道41号の直上に建設されている。直線が多勢ながら、庄内川と矢田川を渡河する新川中橋区間は上流側に迂回することで若干のカーブが存在する。

### 路線データ
- 起点 : 愛知県名古屋市東区泉二丁目[1]
- 終点 : 愛知県名古屋市北区大我麻町[1]
- 距離 : 5.6 km[9]
- 出入口 : 5箇所（入口 : 3箇所・出口 : 2箇所）
- 分岐 : 2箇所
- 車線 : 4車線[10]

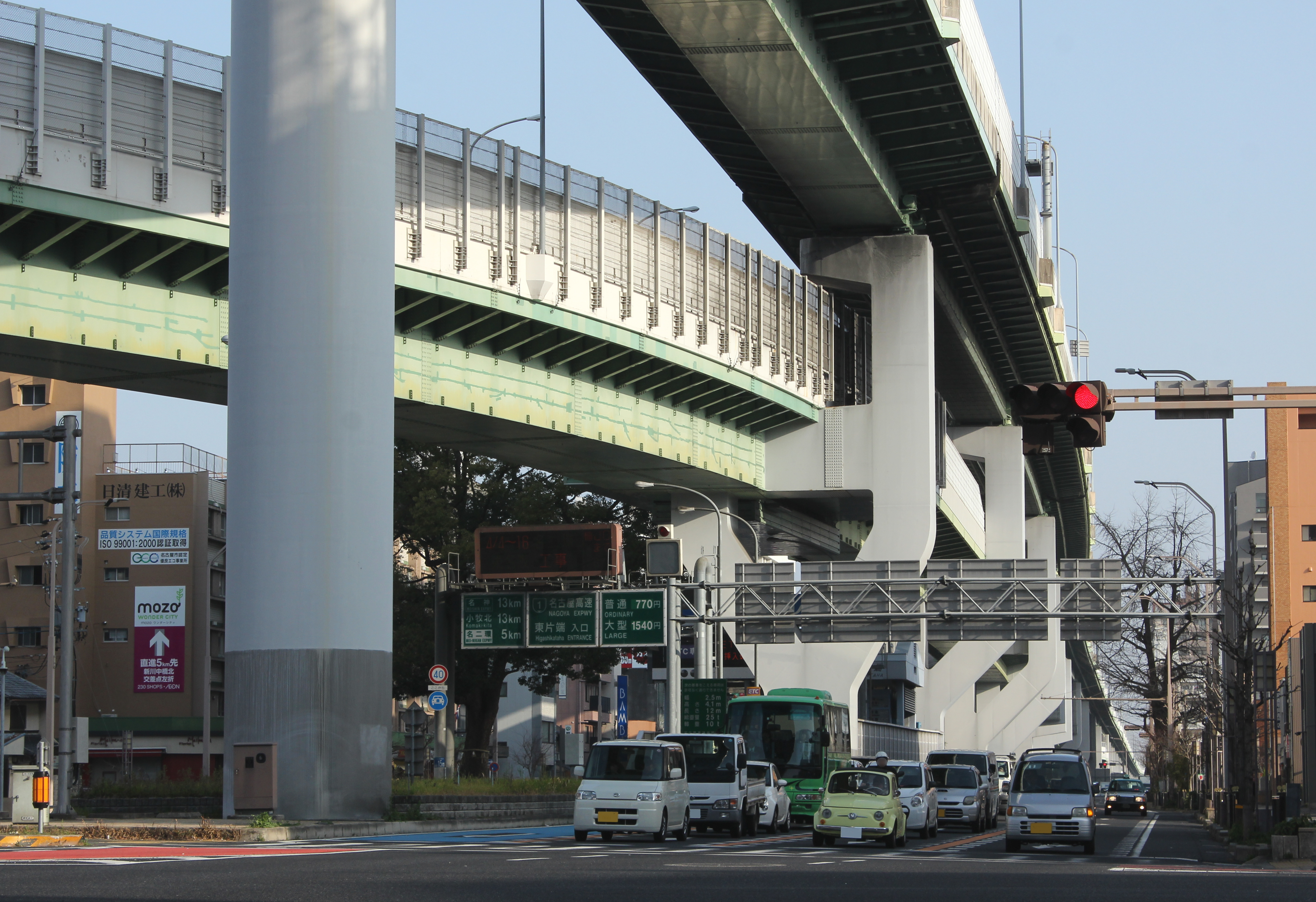
起点の東片端JCT。都心環状線から合流して直ちに段違い式二層区間に入る。
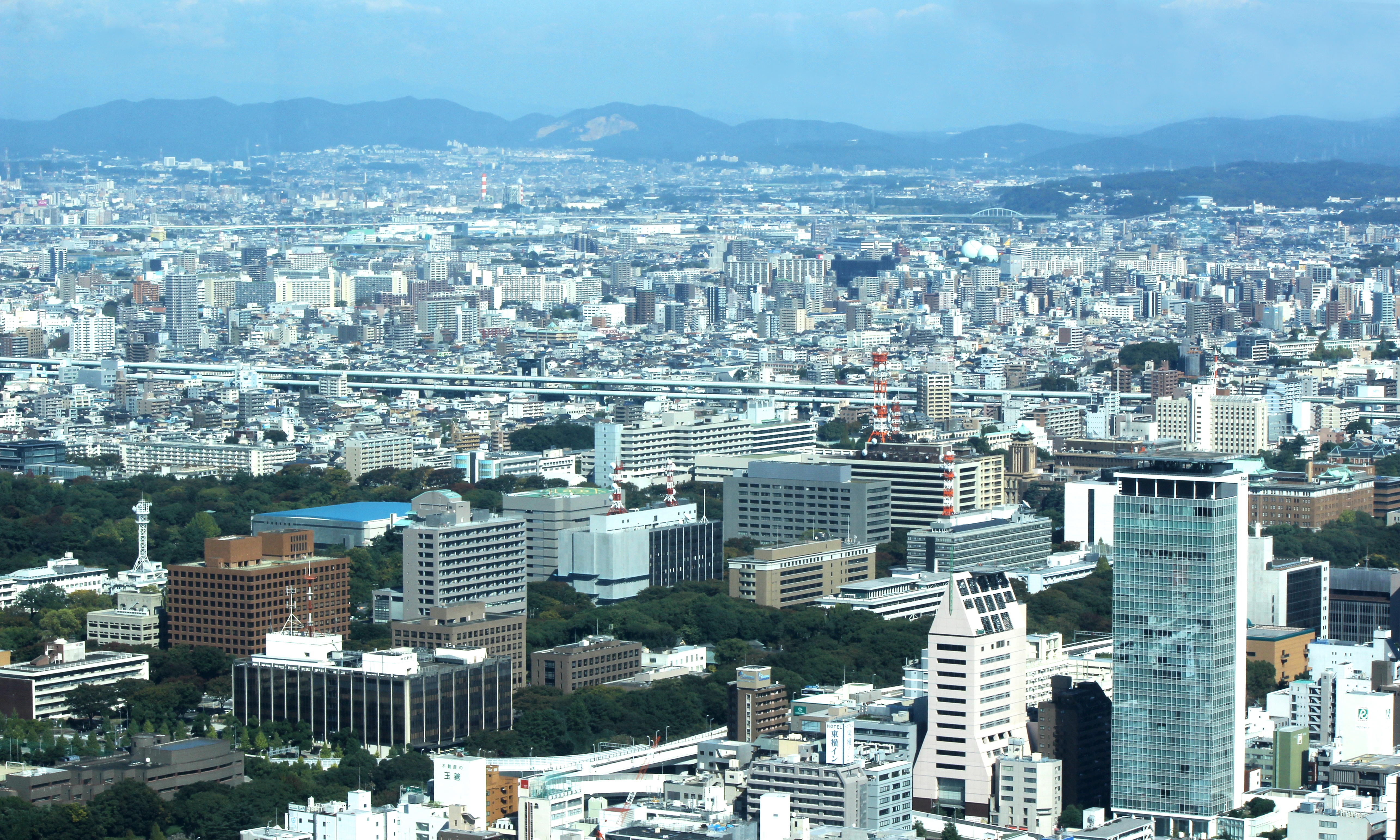
遠方から望むダブルデッキ。
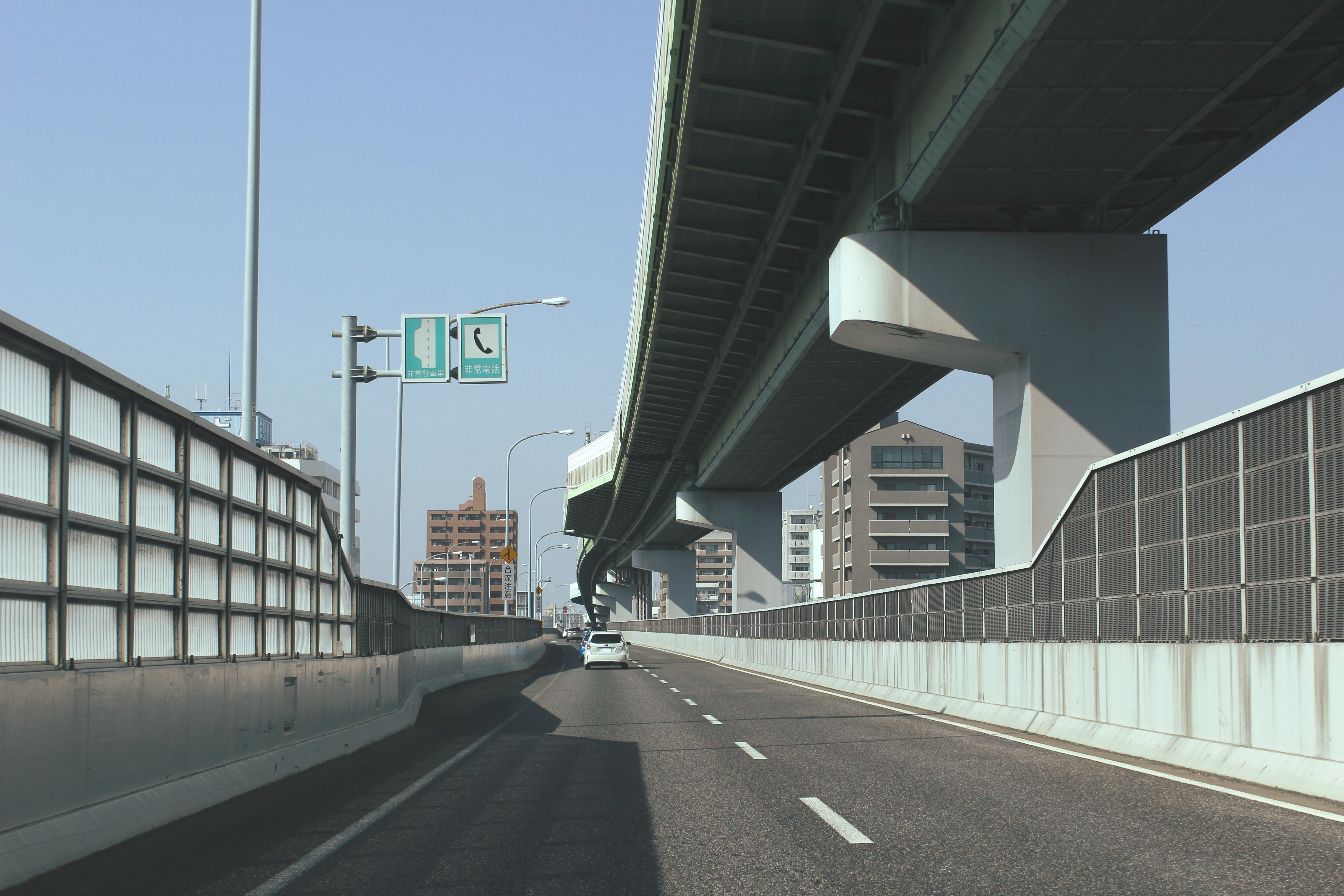
段違い式二層区間（北行き）。
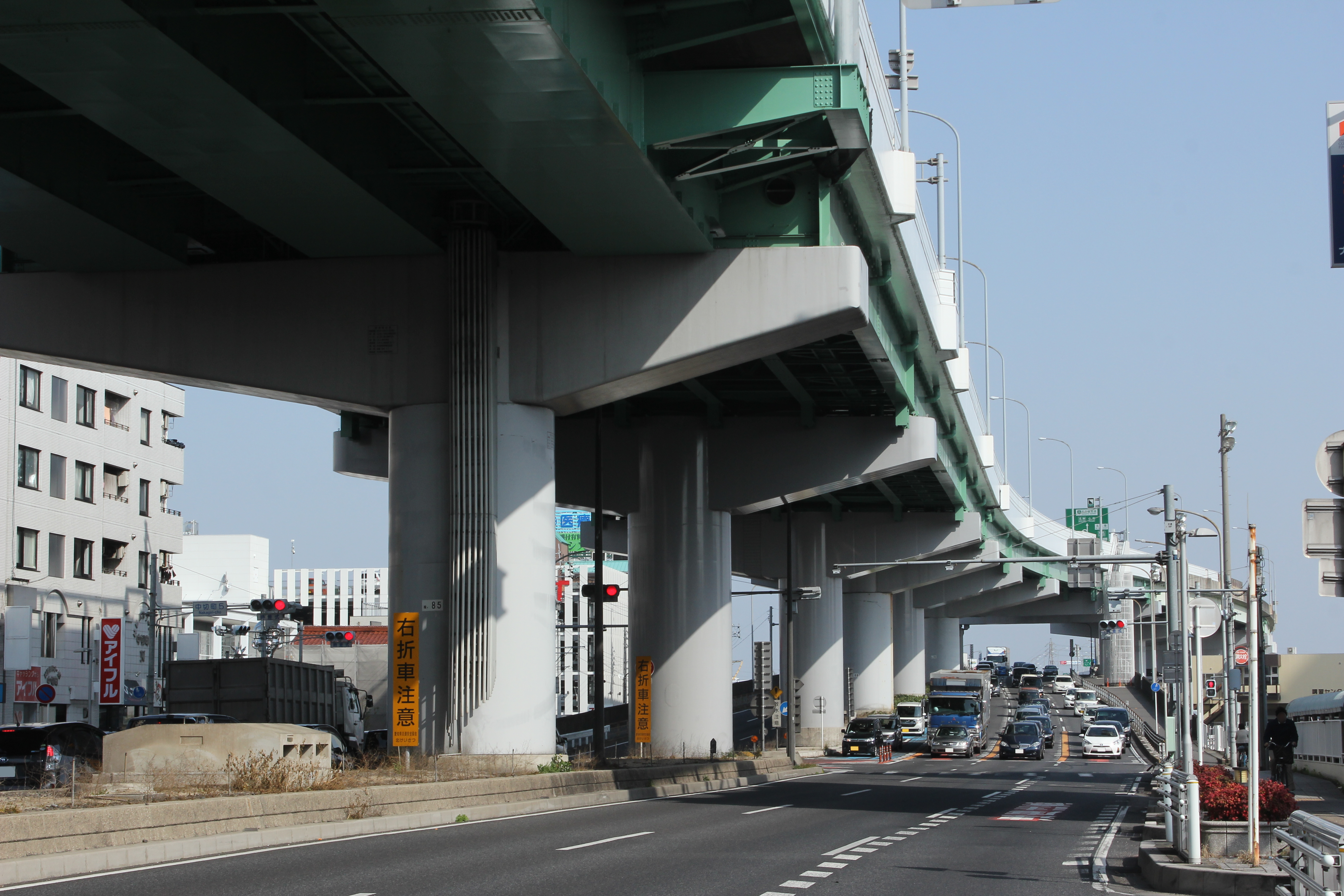
新川中橋付近で上流側に大きく迂回する（画像奥）。
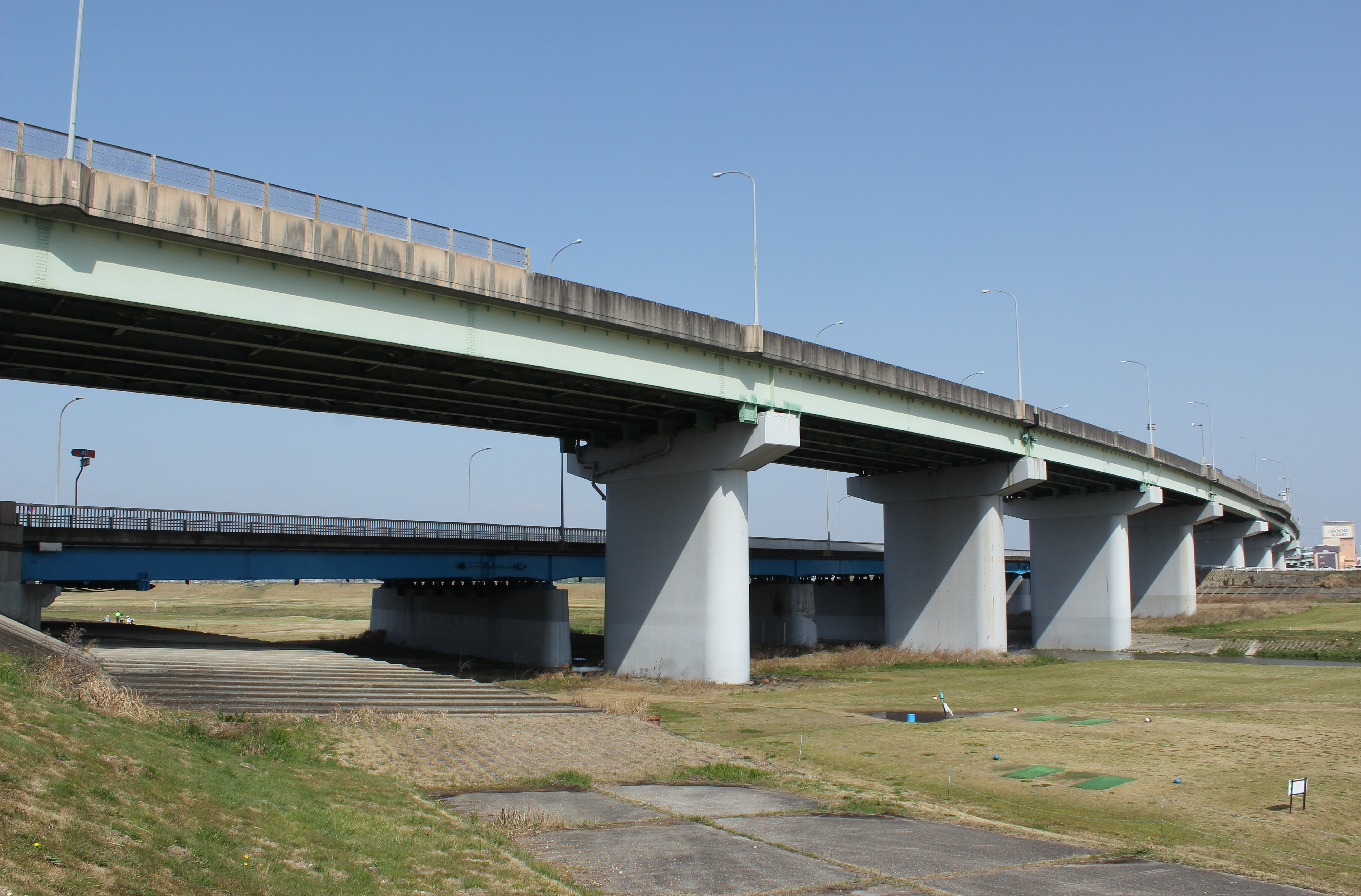
矢田川と庄内川を渡河。向かい側の橋は国道41号新川中橋。
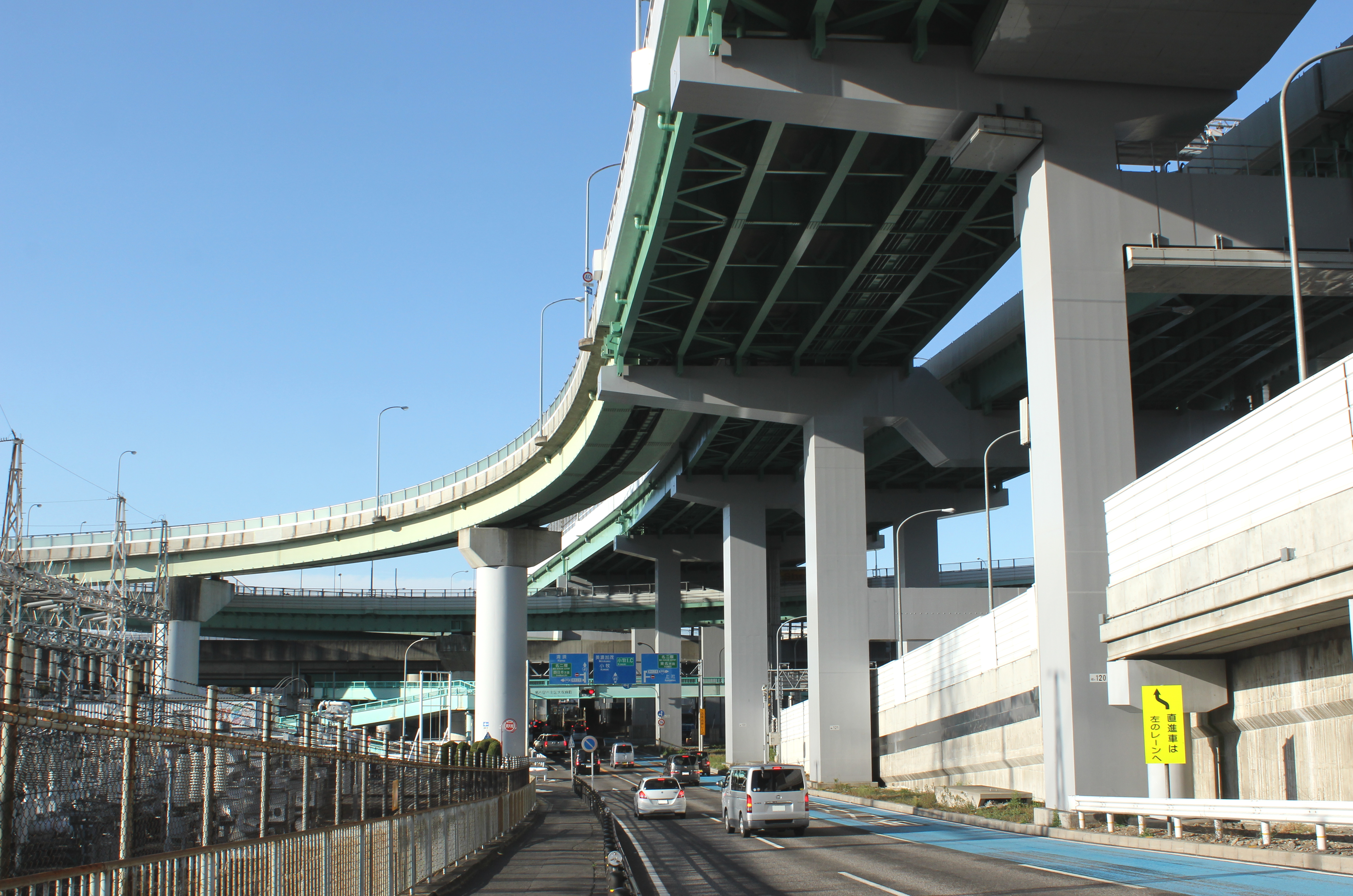
河川を越えてのち、ほどなく終点の楠JCTに到達する。

## 出入口など
- 施設名欄の背景色が■である部分は施設が供用されていないことを示す。
- （間）は他の道路を介して接続している間接接続
- 英略字は以下の項目を示す。
JCT：ジャンクション、TB：本線料金所

| 出入口番号            | 施設名     | 接続路線名                                                           | 起点から （km） | 備考                                     | 所在地 |
| --------------------- | ---------- | -------------------------------------------------------------------- | --------------- | ---------------------------------------- | ------ |
| -                     | 東片端JCT  | 都心環状線                                                           | 0.0             |                                          | 東区   |
| 101                   | 東片端入口 | 国道41号（空港線） （間）外堀通                                      | 0.6             | 小牧方面入口                             | 東区   |
| 112/102               | 黒川出入口 | 名古屋市道東志賀町線 （間） 国道41号 （間）愛知県道102号名古屋犬山線 | 1.8             | 都心環状方面出入口                       | 北区   |
| 113/103               | 黒川出入口 | 名古屋市道東志賀町線 （間） 国道41号 （間）愛知県道102号名古屋犬山線 | 1.8             | 小牧方面出入口                           | 北区   |
| -                     | 萩野出入口 | 国道41号（空港線）                                                   |                 | 小牧方面入口 部分開通時の暫定出入口 廃止 | 北区   |
| -                     | 楠TB       | -                                                                    | 5.0             | 都心環状方面                             | 北区   |
| 114/104               | 楠出入口   | 国道41号（空港線） （間） 国道302号（環状2号）                       | 5.4             | 都心環状方面出入口                       | 北区   |
| -                     | 楠JCT      | C2 名古屋第二環状自動車道                                            | 5.6             |                                          | 北区   |
| 小牧線 名神・小牧方面 |            |                                                                      |                 |                                          |        |

- 101-104 北行、112-114 南行

## 歴史

### 構想

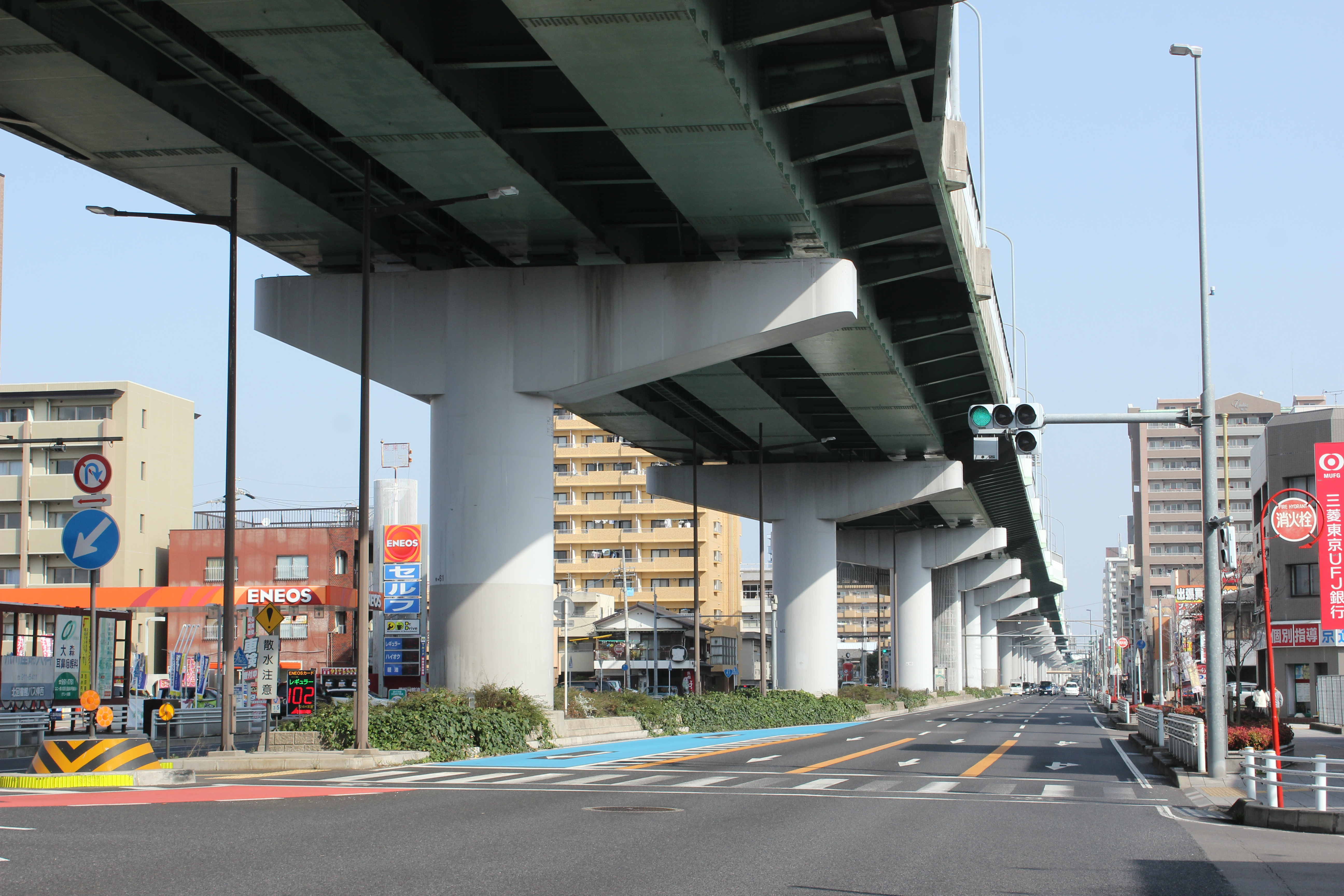
かつて萩野出入口があった場所。計画段階ではここまでが完全高架式で、以南（手前側）が半地下道路への移行区間とされた。

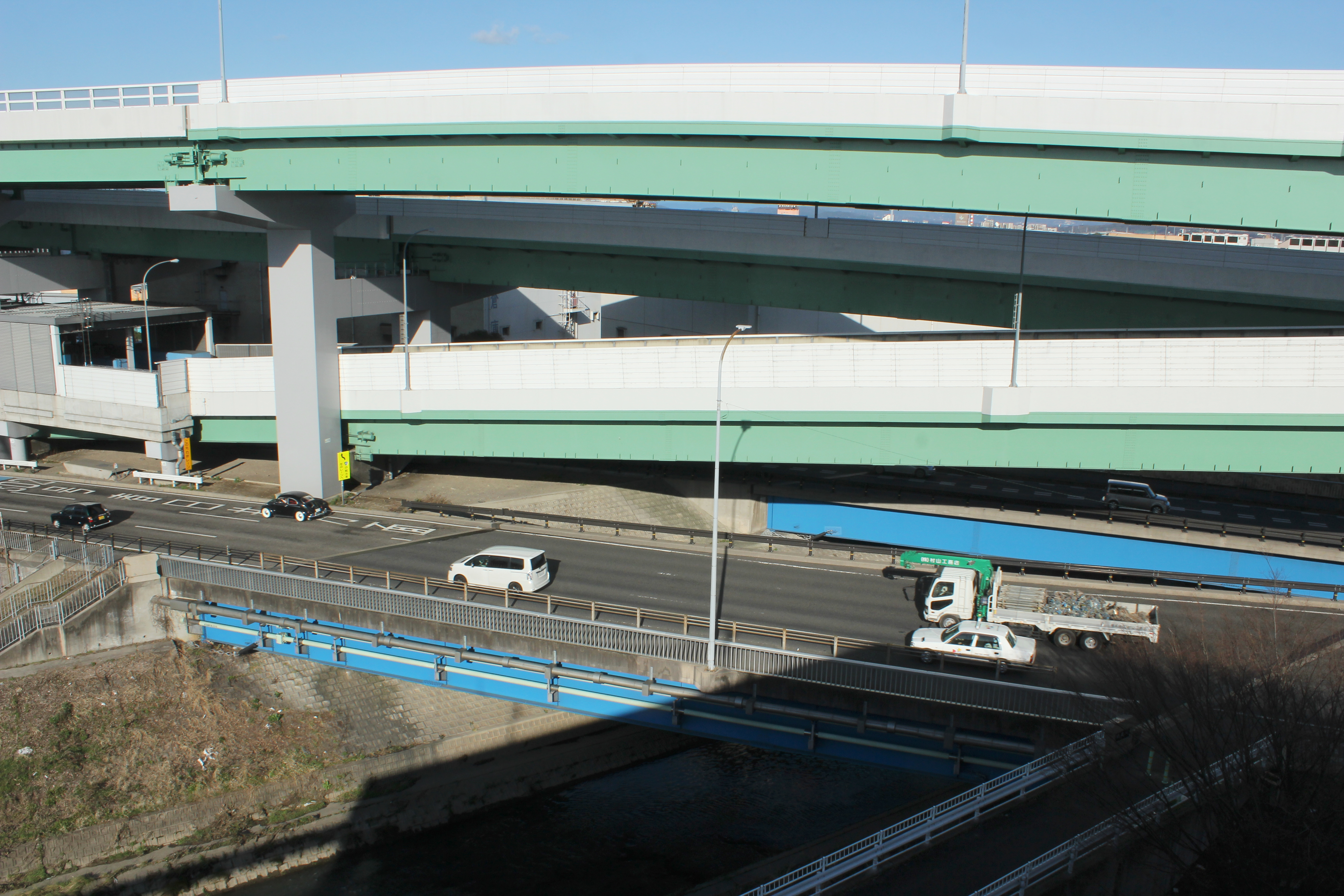
本体工事中止の只中でも関連街路事業は推進し、その一環として架け替えられた楠橋。1985年3月竣工。

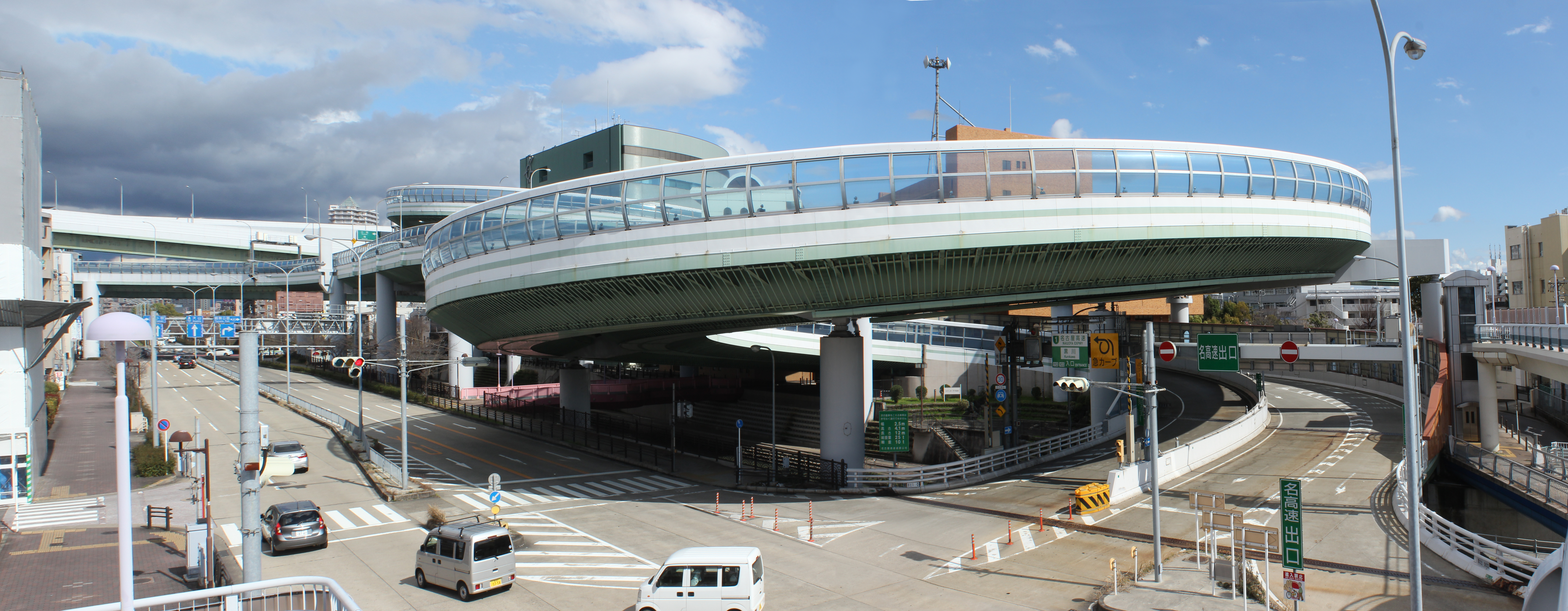
住民交渉で難航した黒川出入口。名古屋高速で唯一のフルセットランプ。

名古屋高速の路線は都心との交通往来が激しい地域間に建設されている。中でも小牧方面の国道41号と岡崎方面の国道23号（名四国道）における南北方向の交通集中は多大な事業上の損失を生じていることから、地域密着的な生活目的の交通と業務用交通の質的分離が一刻も早く急がれるルートであった。この南北方向に計画された路線が高速2号で、1970年（昭和45年）当時の計画路線の中で建設優先順位の最上位に位置づけられた。建設は1972年（昭和47年）1月に高速2号の南側（3号大高線）から着手され、同年9月には北側（1号楠線）も着手された。しかし、当時の都市高速道路建設に対する世間の風当たりは強く、1号楠線においても3号大高線と似たり寄ったりの逆風にさらされた。
それは高速2号の建設開始時期が高度経済成長の後追いの形で現れた公害問題に対する市民の関心が集まるタイミングであったことから、名古屋高速の建設に反対する市民運動も徐々に活発化することになった。こうした流れの中で、1973年（昭和48年）には高速道路関連予算の凍結が議決され、直後に就任した本山名古屋市長は既に建設中の大高線の工事中止を要請した。しかし、市長は高速道路の必要性は認め、予算凍結解除と建設続行の判断を下すも、市民生活を守る観点から道路構造の大幅手直しを表明した。それが地下・半地下式の採用で、これによって、日照阻害、排気ガス、騒音を封じ込め、景観にも配慮するものとした。しかしながら、それを全線に適用すると工事費用が莫大になり、結果、通行料金による建設費の償還が不可能になること、および排気ガスの処理と防災面で問題が多いことに鑑みて、既に事業認可が下りた区間（着工済区間）および庄内川等の河川を超える部分、名古屋環状2号線専用部（名二環）との連結部分については高架で建設することにした。つまり楠線の場合、新川中橋を含めた北側の全ては高架式で確定し、以南は庄内川の高架部分から地下式へと移行するものの、勾配の関係から黒川通のかなり南部までは高架を伸ばすこととした。また、半地下へ移行後は黒川（堀川）との交差部分と地下鉄との交差部は完全トンネル式で建設する計画とした。しかし後年、黒川をくぐることから場所によっては地下25 m以上も掘削することで工期が長期化し、高架式に比べて工費が3倍に膨れ上がることで公社の経営に問題が生じることが認識された。そして、1982年（昭和57年）の公社理事長の高架式への再変更に含みを持たせる答弁を機に、行政は高架式転換に向けた動きを水面下で活発化させることになった。

### 建設と部分開通
高速2号のうち、南部の大高線は建設開始から7年目で暫定供用されたが、北部の1号楠線は暫定供用に16年、全線供用に23年を要した。しかも、暫定供用区間の路線距離は2.2 km、全線でも5.6 kmと短いにも関わらず多大な時間を費やした背景には、庄内川、矢田川の南岸地区における関連街路拡幅に要する用地買収の目途が全く立たないことに加え、建設反対運動に端を発した予算凍結が尾を引き、それ以降に組まれた予算が大幅に減額されたことで、1978年（昭和53年）9月以降、7年に渡って工事を中止したことによる。しかし、工事中止の期間中も公社は水面下で関連街路の用地取得を進め、あらかた買収の目途が立った1985年（昭和60年）7月に工事再開を発表、同年10月から開始した。工事区間は丸新町（楠） - 萩野通間で、萩野が選ばれたのは高架から半地下区間への移行部に位置するためである。つまり、この時点で半地下、地下区間は将来の高架式への再変更もあり得ることで、ひとまず確定を見るまでは用地買収が進捗している萩野以北を先行開業させ、以南については政治的決着を見ての建設とした。また、国道41号の新川中橋付近における朝夕の慢性的な渋滞を解消する意図もあって、1988年（昭和63年）12月、距離にして僅か2.2 km、他の名古屋高速路線とは繋がらない2号楠線はこうして開業した。
萩野以北で7年ぶりの工事再開を発表する4か月前、本山市長はひっ迫する国道41号の交通対策と公社の台所事情に鑑み、2号楠線の一部で計画された半地下、地下方式を高架式に再変更することを表明し、直後に交代した西尾市長はこの変更案を強力に推し進めた。1970年（昭和45年）の最初の都市計画では高架式で計画され、騒音、日照など環境対策を求める住民側の要請に押されて半地下、地下式に都市計画決定されたものを再度高架式に戻すことから大変な反対運動が展開された。住民の中には半地下と決定したことから、国道41号沿いに店を新築した人やマンションを購入した人もいて、行政の都合で振り回され怒り心頭であるところへもって、今度は黒川に双方向式大規模出入口を設置する計画が持ち上がったことで、4方向ランプが大気汚染をまき散らすとの懸念を表明、市役所に押し掛けるまでに事は深刻化した。このことは用地買収交渉只中の公社にとっても住民交渉が一段と難しさを増したことで、これらの打開策として段違い式二層高架構造や裏面吸音板を採用するなどして説得にあたり、環境対策費用の上積みを図った。そして、1987年（昭和62年）8月に都市計画決定ののち、難渋を極めた住民交渉に一応のピリオドを打って1989年（平成元年）5月に萩野以南（都心環状方向）の工事に着工した。工事の進展に伴って萩野における連結工事の施工方法が検討されたが、当初は営業を継続しながらの施工が計画されていた。しかし、安全面や経済面を考慮して最終的に300日間の全線通行止めを選択し、1995年（平成7年）9月に完工した。こうして着工以来23年を要した楠線が全線開業をみたが、こうした紆余曲折は建設反対の地域住民との折衝による産物であり、住宅密集地帯の都心に高速道路を建設することの難しさを如実に示すことになった。なお、黒川出入口については、以上に見た建設に難色を示す住民対応や用地対応によって着工が遅れた関係から、全線同時供用より2年遅れで供用されている。

### 全線開通後
1995年（平成7年）の都心環状線接続によって、ボトルネックの国道41号庄内川付近の交通渋滞が緩和され、関連する市道の混雑も併せて減少した。また、開通日の翌日から名古屋駅と名古屋空港を連絡する空港バス（名鉄バス）が高速道路経由に変更された。この結果定時性が向上し、運行バスの9割が30分以内で到着し、利用者も日換算で1割増加した。そのほか、名古屋市北部への新たなネットワーク構築によって交通流動が分散し、これまで一極集中していた東名阪自動車道（現・名二環：清洲方面）と5号万場線の相互交通が減少して千音寺料金所の混雑も緩和された。また、名古屋市内を南北に通過する交通も、一般道路から高速道路を利用するようになった。

### 年表
- 1972年（昭和47年）
  - 6月26日 : 2号楠線が都市計画事業の認可を受ける[44]。
  - 9月 : 2号楠線の本体工事に着手[45]。
- 1974年（昭和49年）9月12日 : 本山市長が市議会建設環境部会で名古屋高速をできる限り地下・半地下式にすることを表明。2号楠線では環状2号との連結部（楠JCT）は専用部の構造に合わせ、庄内川は高架とする他は半地下、地下とする内容[18]。
- 1976年（昭和51年）11月29日 : 楠線萩野以南を高架式から半地下・地下式に変更するための都市計画決定[46]。
- 1978年（昭和53年）9月 : 予算の落ち込みと用地取得の目途が立ちにくい状況に鑑みて工事を中止（ただし関連街路事業と用地買収は継続）[24]。
- 1980年（昭和55年）10月 : 関連街路事業として楠橋（北区楠町大字如意）の架け替え工事に着手[47]。
- 1982年（昭和57年）7月6日 : 愛知県議会公社事業対策委員会で公社理事長は経営的な問題から整備計画の見直し（半地下、地下構造を再度高架構造化）を検討していることを証言[22]。
- 1985年（昭和60年）
  - 3月5日 : 名古屋市市議会本会議にて本山市長が2号楠線をはじめとした半地下、地下方式による建設計画の高架見直しについて言及[31]。
  - 3月 : 楠橋の新橋への架け替え工事完了[47]。
  - 7月11日 : 公社は2号楠線の内、楠出入口 - 萩野暫定出入口間に区切って工事を7年ぶりに再開すると発表[48]。
  - 9月20日 : 公社は名古屋市に提出する2号楠線の高架化見直し案の最終案をまとめ、黒川 - 清水口間で段違い式二層式高架方式を採用することを明記[49]。
  - 10月 : 楠出入口 - 萩野出入口の工事開始[50]。
- 1986年（昭和61年）
  - 2月20日 : 名古屋市は市議会建設環境部会に段違い式二層式高架区間を当初予定された黒川 - 清水口間から南へ0.8km延伸して東片端までとする案を提示[51]。
  - 5月15日 : 市議会建設環境部会で高架式に戻す名古屋市原案を了承[52]。
- 1987年（昭和62年）8月10日 : 楠線都心部の半地下、地下式を高架式に戻す都市計画を決定[38]。
- 1988年（昭和63年）
  - 4月4日 : 半地下から高架へ戻された一部区間（萩野通 - 黒川交差点間）で建設工事に着手[53]。
  - 12月21日 : 楠出入口 - 萩野出入口開通[54]。併せて名古屋高速他路線との乗り継ぎ制度を導入[55]。
- 1991年（平成3年）3月19日 : 東名阪自動車道勝川IC - 清洲東IC開通により楠出入口 - 楠JCT間（0.1km）を延長のうえ東名阪自動車道（現・名古屋第二環状自動車道）と接続[56]。東名阪自動車道への直通車に対しては日本道路公団楠料金所において合併収受を実施[57]。
- 1992年（平成4年）12月11日 : 萩野通における暫定出入口撤去と高架切替に向けた準備工事に着手[58]。
- 1994年（平成6年）11月16日 : 東片端JCT方向建設のため、楠JCT - 萩野出入口通行止のうえ東名阪自動車道との乗り入れも中止[59][54]。萩野出入口廃止[60]。乗り継ぎ制度も廃止[61]。
- 1995年（平成7年）9月19日 : 東片端JCT - 楠JCT開通により全線開通。東片端JCTで都心環状線に接続、楠JCTで東名阪自動車道（現・名古屋第二環状自動車道）に再度接続[62]。路線番号を2号から1号に変更[63]。
- 1997年（平成9年）10月13日 : 黒川出入口開通[54]。
- 2001年（平成13年）3月11日 : 楠JCTで11号小牧線に接続[64]。

## 路線状況

### 交通量
24時間交通量（台）　道路交通センサス
| 区間                    | 平成17（2005）年度 | 平成22（2010）年度 | 平成27（2015）年度 |
| ----------------------- | ------------------ | ------------------ | ------------------ |
| 東片端JCT - 東片端入口  | 71,486             | 48,408             | 49,632             |
| 東片端入口 - 黒川出入口 | 71,486             | 48,408             | 49,632             |
| 黒川出入口 - 楠出入口   | 71,486             | 48,408             | 49,632             |
| 楠出入口 - 楠JCT        | 71,486             | 48,408             | 49,632             |

（出典：「平成22年度道路交通センサス」・「平成27年度全国道路・街路交通情勢調査」（国土交通省ホームページ）より一部データを抜粋して作成）
- 令和2年度に実施予定だった交通量調査は、新型コロナウイルスの影響で延期された[65]。

## 道路施設

### 環境対策・都市景観への配慮
| 国道41号の片側3車線箇所（画像左）と片側2車線箇所（画像右）。片側2車線区間では民地との離隔を取るために橋桁を上下方向に振り分けることで圧迫感軽減に努めた。 |  | 国道41号の片側3車線箇所（画像左）と片側2車線箇所（画像右）。片側2車線区間では民地との離隔を取るために橋桁を上下方向に振り分けることで圧迫感軽減に努めた。 |
| 国道41号の片側3車線箇所（画像左）と片側2車線箇所（画像右）。片側2車線区間では民地との離隔を取るために橋桁を上下方向に振り分けることで圧迫感軽減に努めた。 |  | |

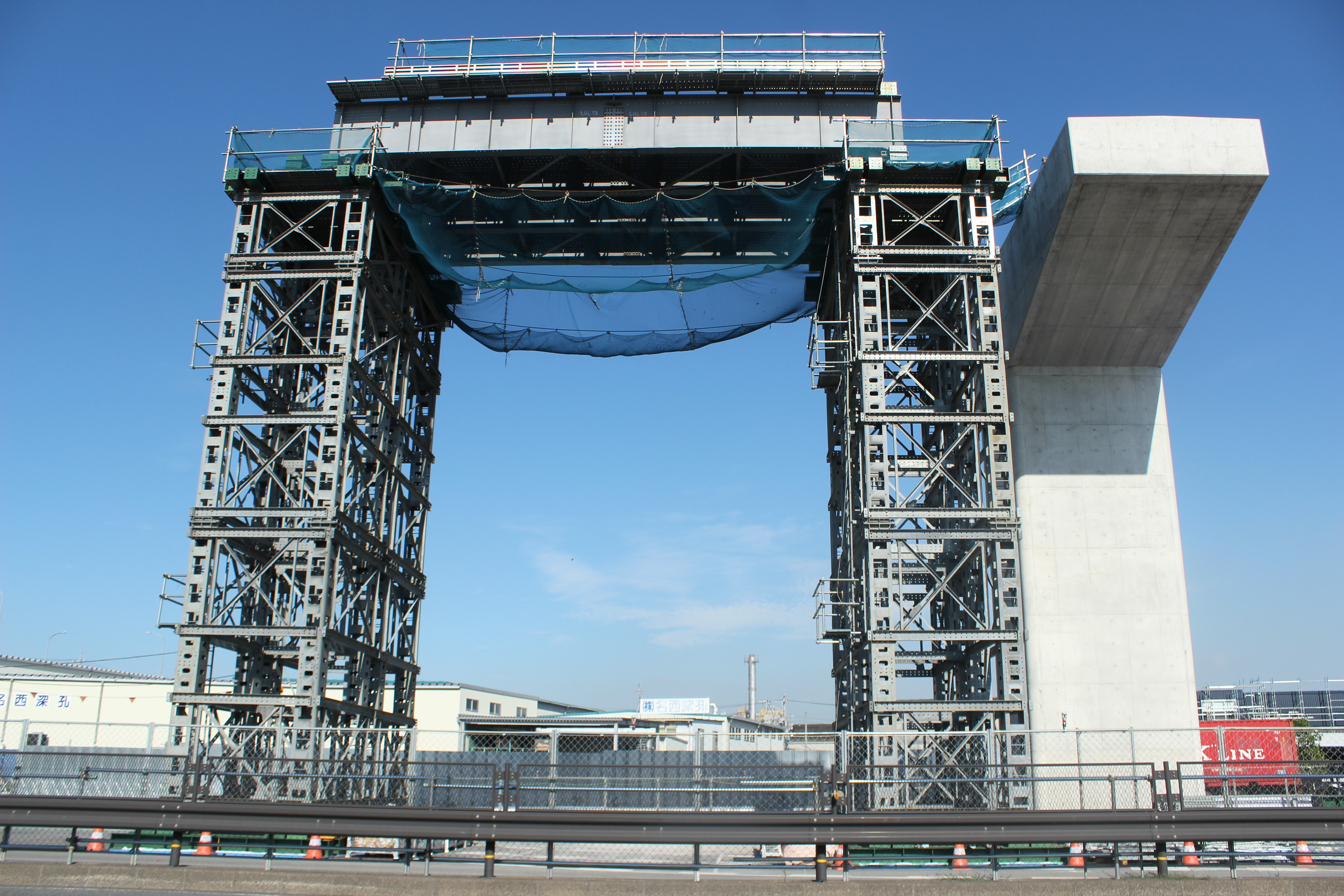
通常、橋桁は1ブロック毎に架設し、鋼製のベント（橋桁を支える仮支柱）に載せて各桁を連結する（画像）。楠線の北区清水五丁目 - 東区白壁三丁目間ではこの工法によらず一括吊り上げ工法を採用した。

1号楠線は当初全線高架式で計画されたものが、その後日照阻害等の環境問題の観点から一部半地下式に変更されたものを高架式に再変更した経緯を持つ。特に半地下式から高架式に戻す過程では沿線住民の反対が激しく、公社としても理解と納得を得るために環境対策として万全を期す構えで策定したのがY型ダブルデッキ（段違い式二層高架構造）と称する道路構造の採用であった。これは1号楠線の直下を並行する国道41号の清水口 - 黒川間が、それ以外の区間と比べて片側2車線と幅員が狭く、そこに従来式のT型都市高速を建設した場合、民有地と都市高速の間隔が接近しすぎることで住民の受ける圧迫感が大きいことから、それを払拭する意図で考案されたものである。
段違い式とすることで高速道路の幅員を通常は19 m必要なところを14 mまで縮小することで民有地と都市高速のクリアランスが保たれ、しかも低層部分を14 - 17 m、高層部分を23 - 26 mと高くすることで住民の受ける圧迫感はかなり軽減された。さらにY型とすることで都市景観にも配慮している。また、段違い式とすることで下層の走行音が上層高架裏面で反響して交通騒音が増大する懸念が生じたことから、上層高架裏面に吸音板を設置している。なお、高架式再変更を検討中の1985年（昭和60年）当時、Y型高架式を採用するのは首都高速9号深川線の辰巳JCT付近で、当時全国唯一の例であった。ただし、辰巳の場合は騒音、排気ガス対策、および辰巳JCTの構造上、接続する9号深川線も一部で路面を高くする必要があったことで段違い式を採用しているため、圧迫感軽減や都市景観の配慮を目的とした段違い式二層構造の採用は名古屋高速が最初の事例となった。
当該区間の橋桁の架設に当たっては、新工法を開発のうえ取り付けることになった。この区間は道路幅が狭く、坂道であることに加えて、Y型ダブルデッキの上段部の高さが28 mと非常に高いことから、クレーンで1ブロック毎に橋桁を吊り上げる従来の工法では大きな困難が予想されたためである。新工法とは、地上であらかじめブロックをつなげておき、油圧式ジャッキを用いてワイヤで吊り上げて架設するもので、安全性に富み、ベントを設置する必要がないことから工事占用帯における交通規制を不要とした。
当初計画では段違い式二層構造は黒川から清水口までの1.3 km区間のみに適用し、清水口以南の広幅員街路区間は一層構造が検討されていた。しかし、清水口から東片端間には武家屋敷や明治時代と大正時代の面影を今に残す撞木町（しゅもくちょう）、白壁、主税町（ちからまち）の町並み保存地区があることから、景観を壊さないための配慮として二層構造を東片端まで延長することになった。高架式への再変更が公表されて以来、地域住民からは町並み保存地区の景観が高架によって損なわれるとの声が上がっていたが、名古屋市としても景観面の配慮から対策を打つことになったものである。

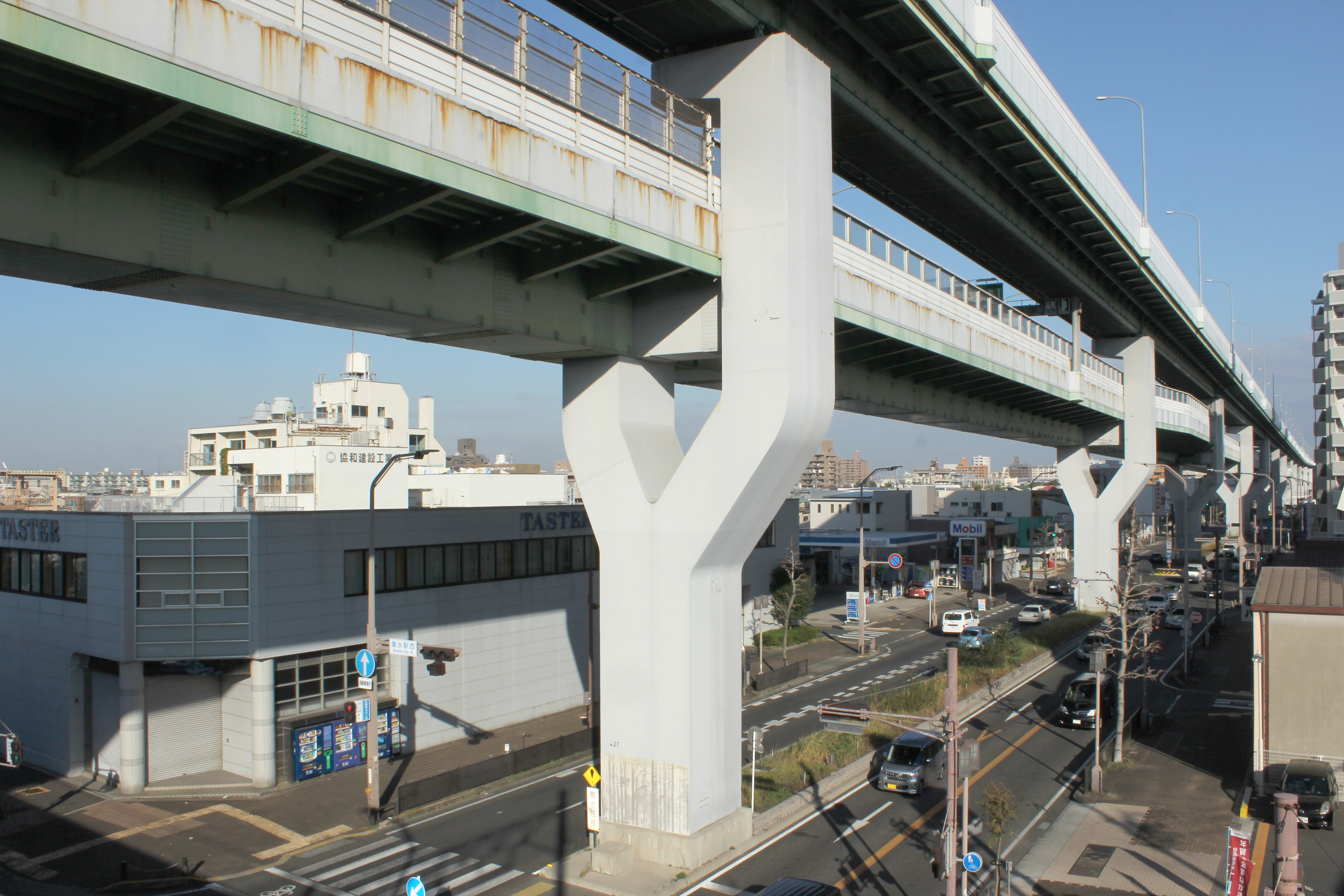
Y型ダブルデッキ
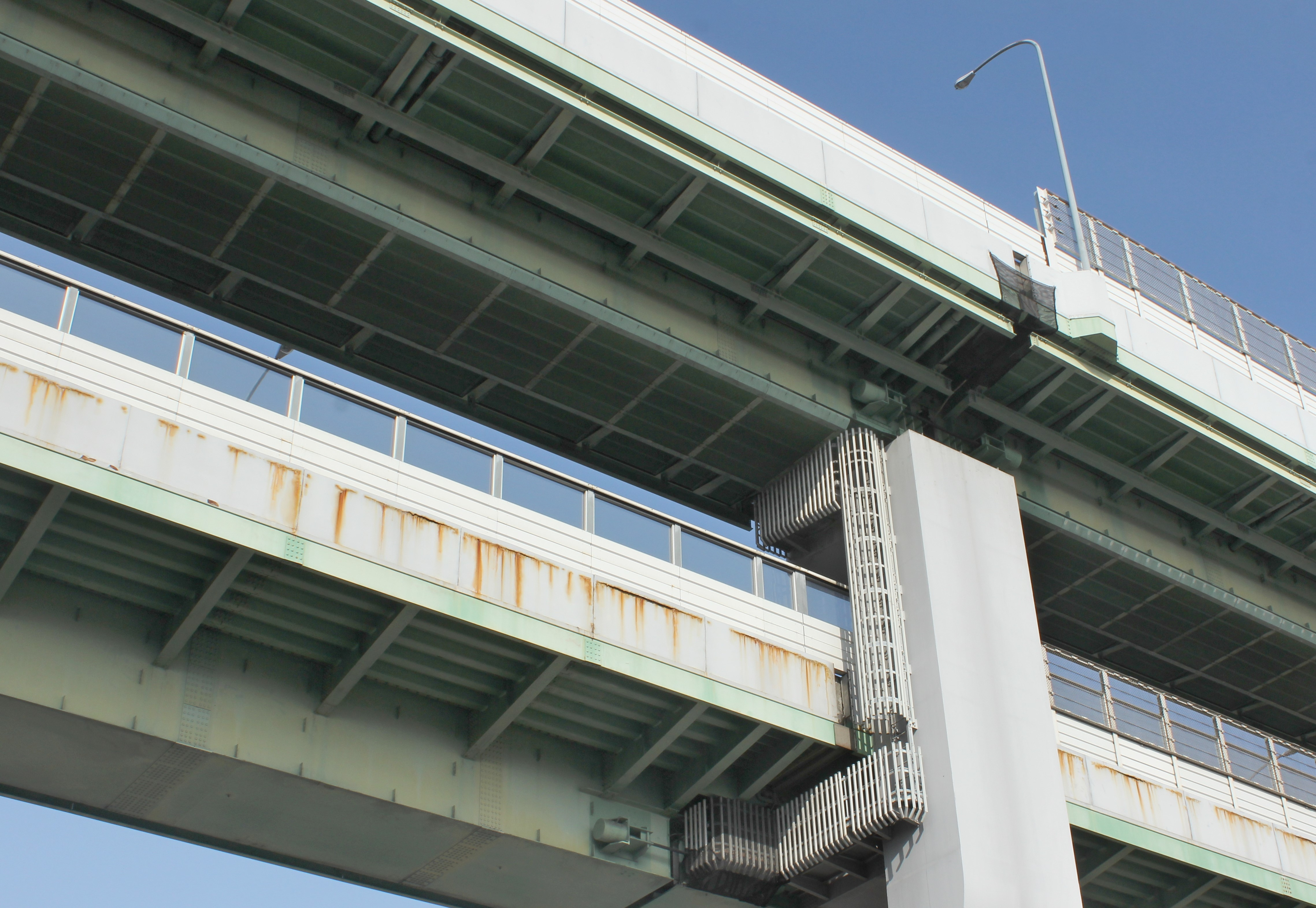
上層部高架裏面の吸音版
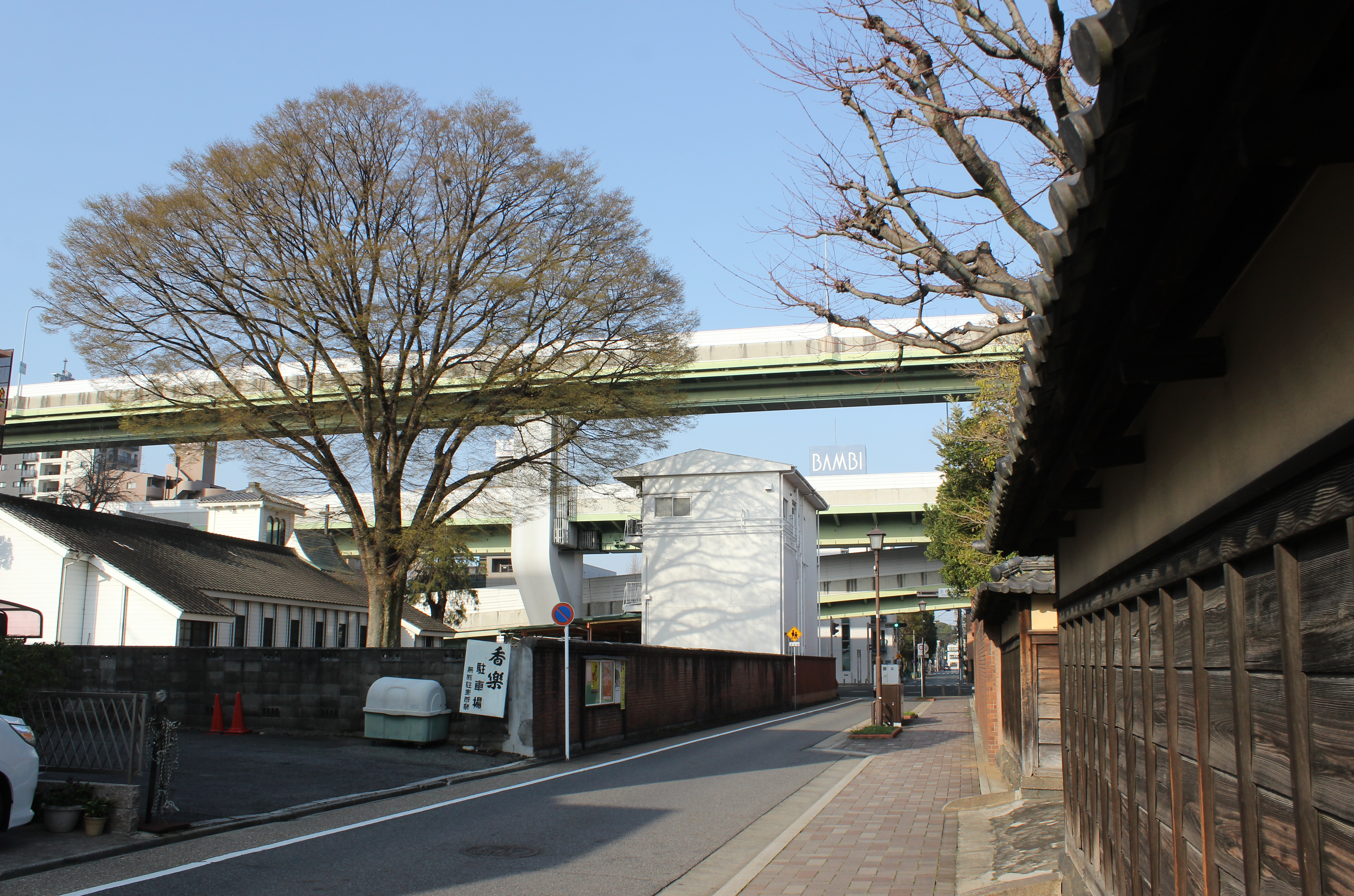
主税町の町並み保存地区から望むダブルデッキ型高速道路
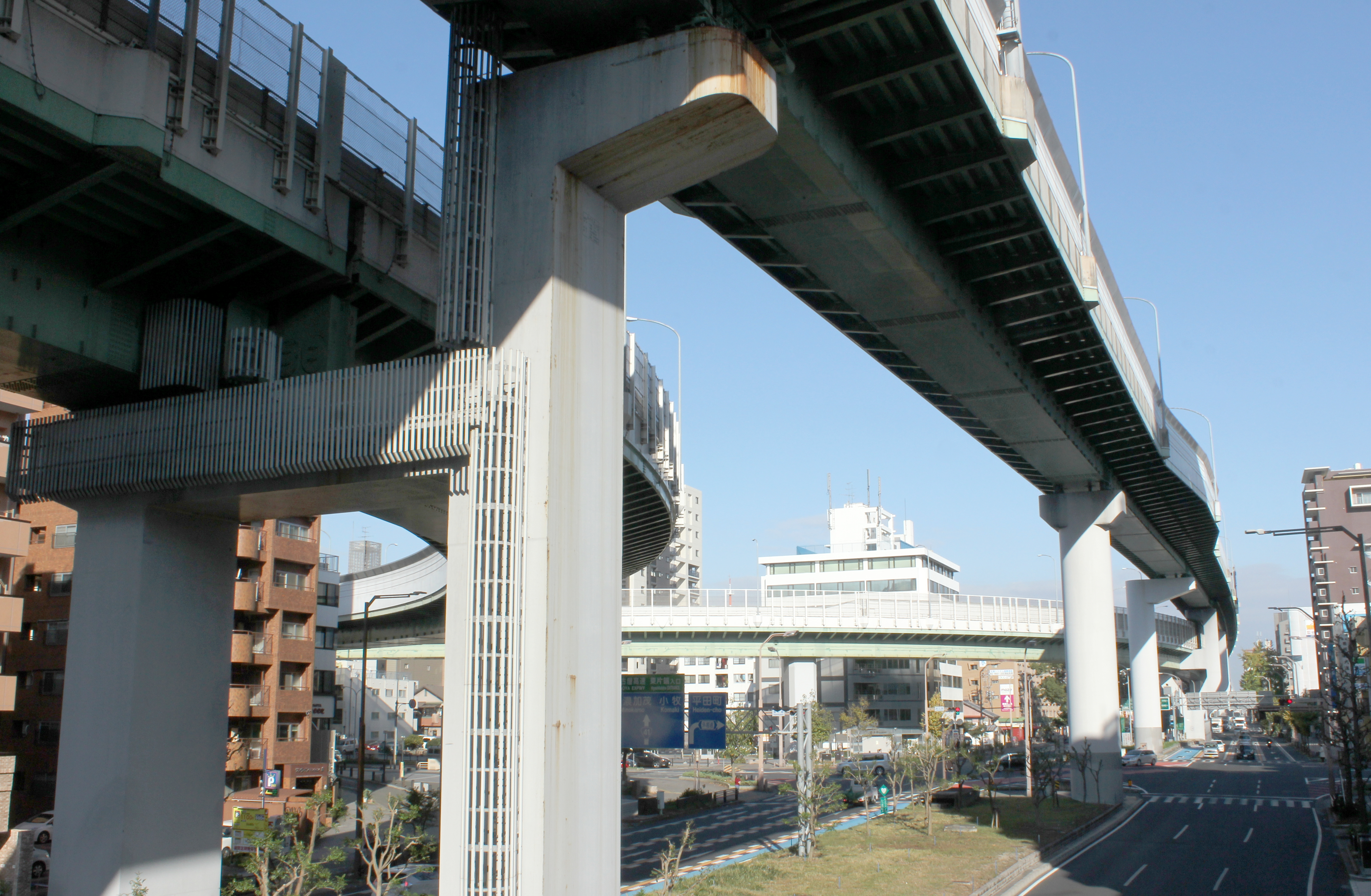
当初清水口までの計画とされた二層構造は景観面の配慮から東片端JCT付近まで延長された
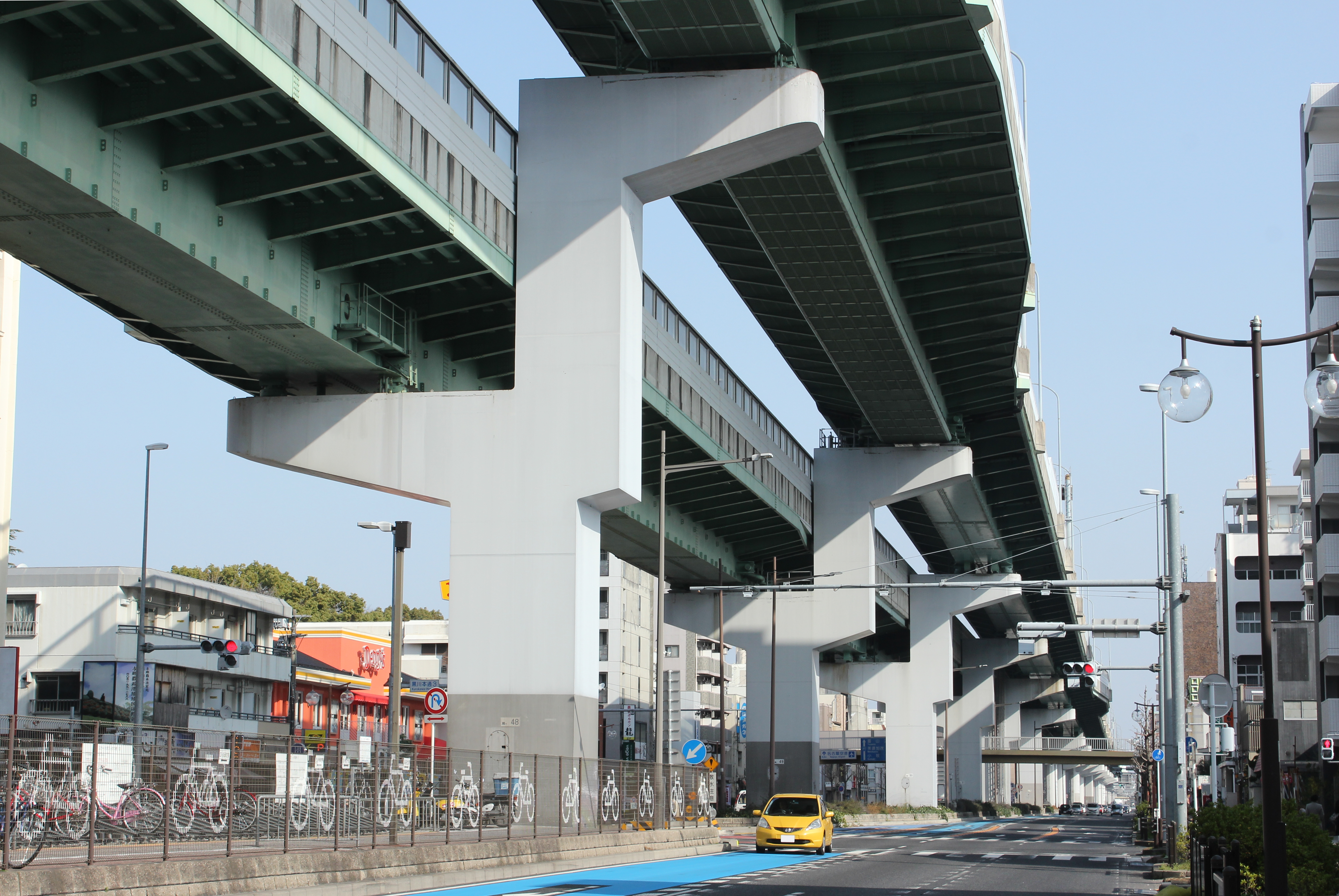
段違い式二層と一層の移行区間

### 橦木町のクスノキ
東区橦木町（東片端入口付近）には1本の巨大なクスノキが存在する。1965年（昭和40年）頃に国道41号の幅員拡張（15 m→50 m）が計画された当時は伐採の予定であった。しかし、住民の陳情がきっかけでマスコミでも報道されるようになり、杉戸名古屋市長が現地を視察してのち、市長判断で保存が決定した経緯をもつ。その後、1号楠線が半地下式から高架式に再変更になった際に、クスノキが障害となることから名城公園に移植する計画が持ち上がった。しかし、地元住民の陳情によって移植計画は無くなり、クスノキおよび主税町のイチョウを残すよう都市計画で定められたことから建設に際して必要な対策を打つことになった。代表的な対策としては、工事による吸水性の低下を防ぐために樹木を囲むアスファルトを透水性タイプに打ち替えたほか、高速道路位置を東側に寄せたうえで橋脚と樹木の間隔を開けて樹木の生育に配慮した点である。工事の後も生育に影響はなく、国道41号北行きの第一車線と第二車線の間の交通島にあって青々と茂っている。

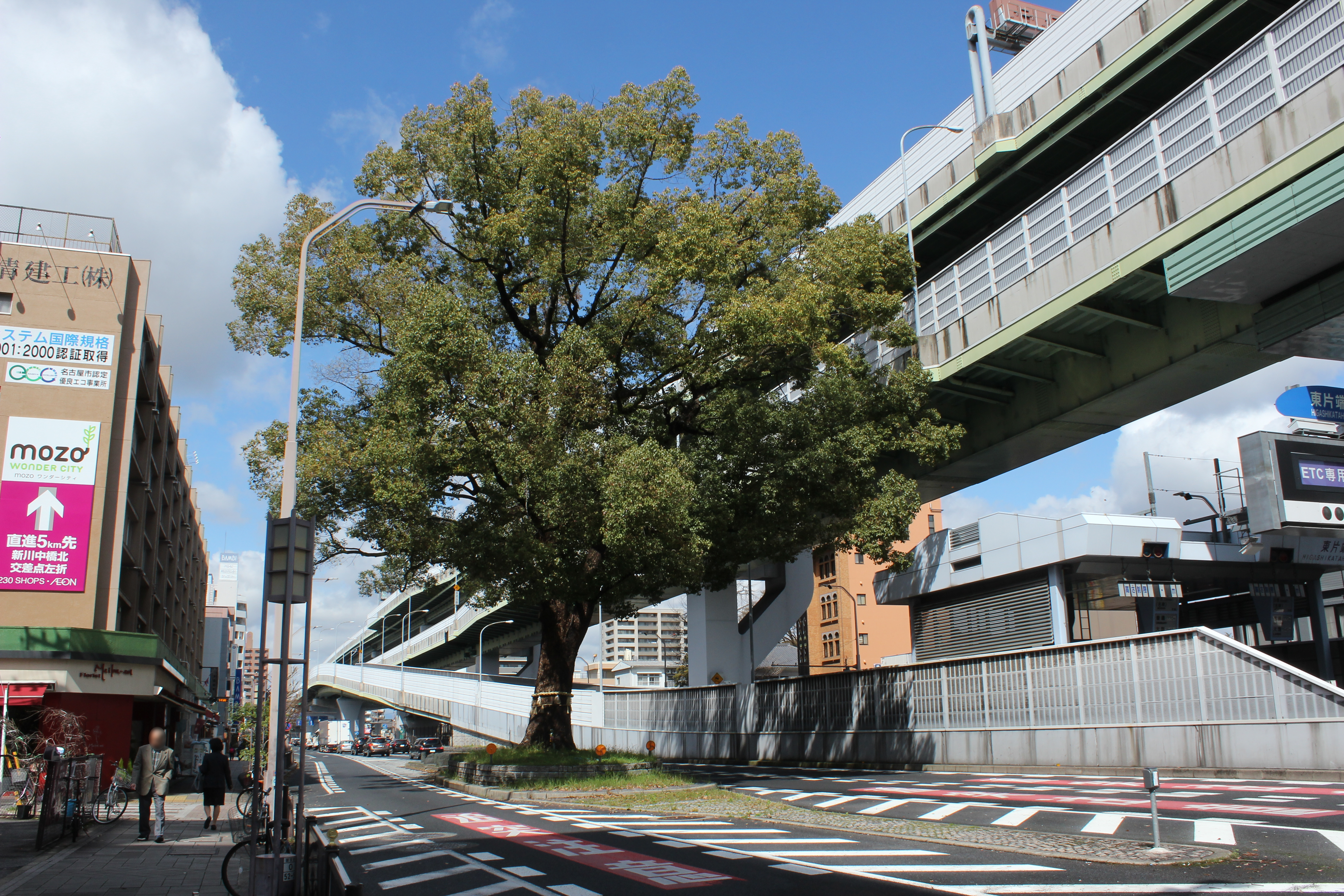
東片端入口付近のクスノキ。かつては木の所まで町並みが張り出していた[73]。
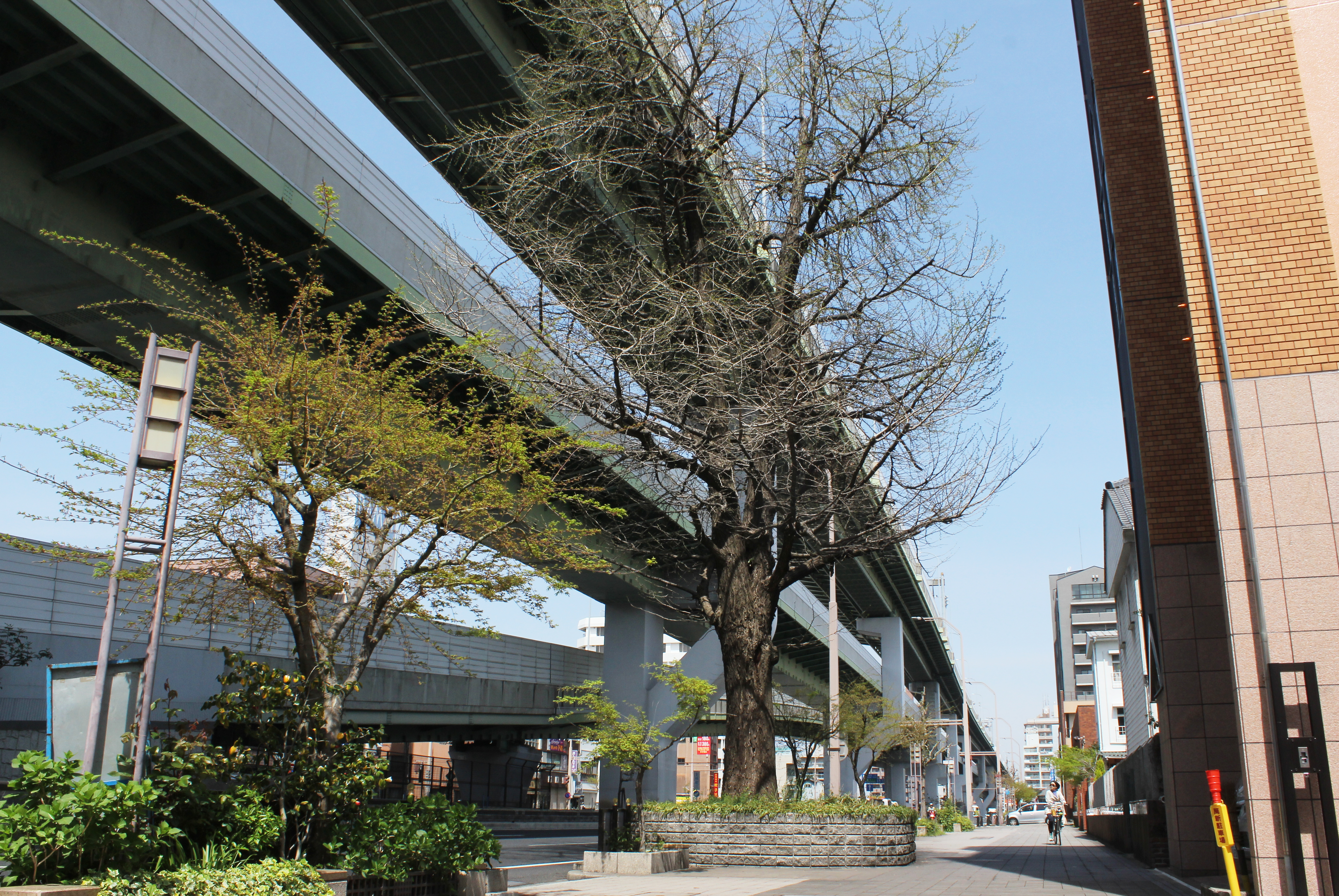
主税町のイチョウ

## 地理

### 通過する自治体
- 名古屋市
  - 東区 - 北区

### 接続する高速道路
- 名古屋高速都心環状線（東片端JCTで接続）
- C2 名古屋第二環状自動車道（楠JCTで接続）
- 名古屋高速11号小牧線（楠JCTで直結）